# Stemonyphantes taiganus
Stemonyphantes taiganus är en spindelart som först beskrevs av Ermolajev 1930.  Stemonyphantes taiganus ingår i släktet Stemonyphantes och familjen täckvävarspindlar. Inga underarter finns listade i Catalogue of Life.